# Cyphostemma vollesenii
Cyphostemma vollesenii är en vinväxtart som beskrevs av B. Verdcourt. Cyphostemma vollesenii ingår i släktet Cyphostemma och familjen vinväxter. Inga underarter finns listade i Catalogue of Life.